# زنا در
زنا در (انگلیسی: Zena Dare; ۴ فوریهٔ ۱۸۸۷ – ۱۱ مارس ۱۹۷۵) هنرپیشه تئاتر و فیلم و خواننده اهل انگلستان بود
وی در تئاترهایی همچون تئاتر پرنس ولز، تئاتر وودویل، تئاتر آلدویچ، کولیسئوم لندن، تئاتر هیمارکت و تئاتر پلی‌هاوس به اجرای نمایش پرداخته است.

## نگارخانه

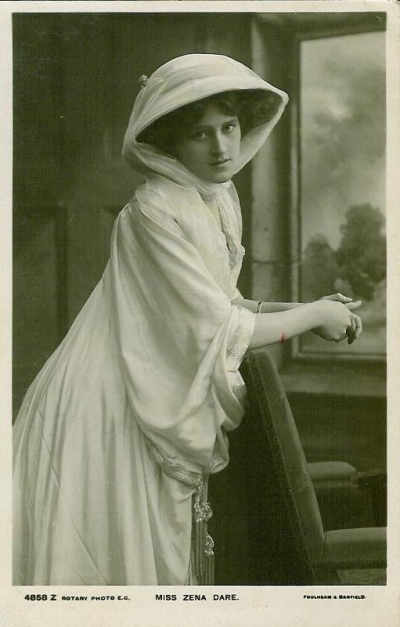
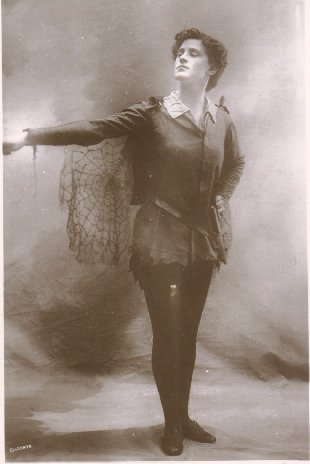
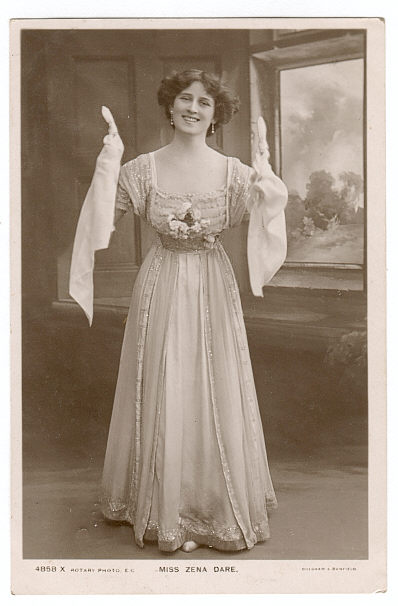